# Demonaz Doom Occulta
Harald Nævdal (n. 6 iulie 1970), mai bine cunoscut sub numele de scenă Demonaz Doom Occulta, este textierul și fostul chitarist al formației norvegiene de black metal Immortal.

## Biografie
Demonaz Doom Occulta și-a început cariera muzicală în 1988, la vârsta de 18 ani. În acest an el împreună cu Jørn Tunsberg și Padden au înființat formația de death metal Amputation; doi ani mai târziu, în 1990, formația s-a desființat. În 1991 Demonaz împreună cu Abbath Doom Occulta și Armagedda au înființat formația Immortal. Demonaz a fost chitaristul formației până în 1997, când a fost diagnosticat cu tendinită, această afecțiune diminuându-i considerabil abilitatea de a cânta la chitară. În 2003 membrii Immortal au stabilit de comun acord să desființeze formația. În 2005 Demonaz împreună cu Abbath, Armagedda, King ov Hell (de la Gorgoroth) și Ice Dale (de la Enslaved) au înființat formația I. În 2006 Immortal s-a reunit. În 2007 Demonaz împreună cu Armagedda și Ice Dale au înființat formația Demonaz.
În ciuda faptului că nu mai poate cânta live, Demonaz a rămas o piesă esențială în dinamica formației. Spre deosebire de majoritatea formațiilor black metal, versurile create de Demonaz pentru Immortal nu au abordat niciodată teme sataniste, ci s-au axat pe un tărâm imaginar numit Blashyrkh. Întrebat despre acest subiect, Demonaz a declarat:
"Nu voiam să fac versuri despre religie sau politică și nici despre Satan. Voiam ca versurile și muzica să conlucreze pentru a crea o atmosferă. Prima dată [noi] compuneam muzica, apoi mă plimbam prin munți și încercam să găsesc ceea ce se potrivea. ... Nu notez niciodată nimic, păstrez totul în mintea mea. ... Natura, vremea și chiar documente despre Antarctica sunt lucruri care mă inspiră în mod direct."

## Discografie
cu Amputation
- Achieve the Mutilation (Demo) (1989)
- Slaughtered in the Arms of God (Demo) (1990)

cu Immortal
Informații suplimentare: Immortal#Discografie
cu I
- Between Two Worlds (Album de studio) (2006)

cu Demonaz
- Promo (Demo) (2007)
- March of the Norse (Album de studio) (2011)